# Jonas Thümmler
Jonas Thümmler (* 21. August 1993 in Berlin) ist ein deutscher Handballspieler.

## Karriere
Jonas Thümmler begann mit fünf Jahren mit dem Handball. Bis 2009 spielte er beim SC Eintracht Berlin, dann wechselte er zu den Füchsen Berlin. Am 11. Dezember 2011 gab Thümmler gegen den TV Großwallstadt sein Debüt in der Bundesligamannschaft der Füchse Berlin. Zur Saison 2012/13 erhielt der 1,92 Meter große Kreisläufer bei den Füchsen einen Vertrag für die Bundesligamannschaft, spielte aber anschließend nur für die zweite Mannschaft in der 3. Liga. Im November 2012 erhielt er ein Doppelspielrecht und lief in der Saison 2012/13 zusätzlich für den VfL Bad Schwartau in der 2. Liga auf. 2014 gewann er mit den Füchsen den DHB-Pokal. Im Dezember 2014 wechselte er zum HC Erlangen. Ab der Saison 2019/20 lief er für den Zweitligisten HC Elbflorenz auf, wo sein zum 30. Juni 2021 auslaufender Vertrag nicht verlängert wird. Ab der Saison 2021/22 lief er für den HC Empor Rostock auf. Dort besaß er einen Zweijahresvertrag. Nach Vertragsende kehrte er zum HC Elbflorenz zurück.
Thümmler gehörte zum Kader der deutschen Juniorennationalmannschaft, für die er vier Länderspiele bestritt, in denen er drei Tore erzielte.